# Pradenca occidental
La pradenca occidental (Sturnella neglecta) és una espècie d'ocell de la família dels ictèrids (Icteridae) que habita praderies, sabanes i terres de conreu del sud i sud-oest del Canadà, nord dels Estats Units al sud i oest dels Grans Llacs, i cap al sud fins a Mèxic.